# Autowerke Salzgitter
Die Autowerke Salzgitter (kurz: AWS) waren ein deutscher Automobilhersteller, der von 1948 bis 1950 in Salzgitter-Bad ansässig war. Bereits im August 1945 war als Janssen & Mikolajczyk OHG ein Reparaturwerk für US-amerikanische Jeeps eingerichtet worden, aus dem über den Zwischenschritt Niedersächsisches Auto- und Motorenwerk Janssen & Mikolajczyk (N. A. M.) die Firma hervorging.

## Unternehmensgeschichte

### Salzgitter-Jeeps
Die von AWS (und vorher N.A.M.) als Salzgitter-Jeeps oder Jeeps aus Salzgitter (Werbetext) vertriebenen Fahrzeuge mit verschiedenen Aufbauten stellen Umbauten von Jeeps dar, die von der US Army nach dem Zweiten Weltkrieg zurückgelassen worden waren. Ähnlich wurde dies auch auf den Philippinen gehandhabt – dort allerdings länger, viel erfolgreicher und mit umfangreicherer technischer Weiterentwicklung –, woraus die Jeepneys, Kleinbusse mit bis zu 14 Sitzplätzen, entstanden sind. Ende 1950 musste AWS nach ca. 3000 ausgelieferten Fahrzeugen schließen, weil keine Jeeps der US Army mehr zur Verfügung standen. 
2017 erwarb das Museum der Stadt Salzgitter einen 1950 hergestellten Salzgitter-Jeep Kombiwagen.

### Der Elsbett-Wagen
Zwecks Wiederbelebung sollte eine Pkw-Konstruktion von Ludwig Elsbett, der schon vorher für AWS gearbeitet hatte, aufgegriffen werden. Elsbett entwickelte unter primitivsten Verhältnissen ab Frühjahr 1949 einen ungewöhnlichen Personenwagen, eine Mischung aus Limousine und Kombiwagen mit 4 Türen und einer großen Heckklappe. Der Wagen besaß keinen Kühlergrill, weil der Fahrtwind von unten aufgesaugt werden sollte. Von den zwölf Versuchsexemplaren, die gebaut worden waren, gab es allerdings auch einige, die einen Kühlergrill besaßen.
Im September 1951 wurde der Wagen auf der Berliner Autoschau vorgestellt. Er hatte 3,00 m Radstand, einen patentierten X-Rohr-Rahmen, drei Sitzreihen und einen vorne eingebauten Zweitakt-Diesel-Sternmotor mit vier Zylindern, der aus einem Hubraum von 2,0 l eine Leistung von 50 PS (37 kW) bei 2000/min  schöpfte. Eine andere Quelle nennt 88 mm Zylinderbohrung und 83 mm Kolbenhub, was 2019 cm³ Hubraum ergibt, sowie 50 PS Motorleistung. Nach Umlegen von Sitzen konnte die Ladefläche auf 2,5 m² vergrößert werden. Wegen Finanzierungsschwierigkeiten ging der Personenwagen nicht in Serie.
Hingegen entstand im Lauf des Jahres 1951 eine kleine Anzahl Pick-ups und Kleintransporter mit dem genannten Vierzylinder-Sternmotor mit zwei Liter Hubraum.
Die Autowerke Salzgitter waren Ende 1951 finanziell am Ende.